# Le Sommeil d'Élie
Le Sommeil d'Élie, réalisé entre 1650 et 1655 par Philippe de Champaigne, est une peinture à l'huile sur toile de 182 × 208 cm conservée au Musée de Tessé au Mans.

## La Poésie du dépouillement
Dans le tableau le Sommeil du prophète Élie, Philippe de Champaigne déploie toute la maturité de son style, dans une « composition, simple et dépouillée, [qui] confère une très forte présence aux figures et invite à la méditation ». Champaigne s'était déjà essayé, en 1642, à représenter ce dialogue entre monde terrestre et monde céleste dans le Songe de Joseph, exécuté pour la chapelle des Minimes de la place Royale et qui appartient aujourd'hui à la National Gallery de Londres. 
Moins de vingt années se sont écroulées. Il est désormais en pleine possession de ses moyens et réalise un chef-d'œuvre. La composition met en scène l'épisode : Élie gît, abandonné dans le sommeil, au premier plan d'un paysage d'une beauté toute terrestre tandis que l'ange vient lui indiquer les nourritures qui l'attendent. La présence de l'ange est d'une indicible douceur. Tout en lui est divin : la beauté de ses ailes, largement déployées, le mouvement du drapé qui l'enveloppe, l'élégance de ses mains. L'envoyé de Dieu a pour Élie une infinie délicatesse. Même dans le geste d'autorité qui désigne où sont les véritables nourritures : non point dans celles, bien terrestres, que Champaigne a représentées à droite de la tête du prophète, en une admirable nature morte ; mais celles, célestes, qui sont au-delà de l'œuvre.
Dans « un bout de ciel bleu, s'ouvrant une brèche parmi les nuages », qui « rehausse superbement ce paysage matinal, en accompagnant le geste chargé d'espoir et de défi du messager céleste ».
La force de la composition repose en cette opposition des deux lignes perpendiculaires des corps, accentuée par l'emploi d'un coloris clair et froid. En effleurant si délicatement la tête du prophète, l'ange l'invite à le suivre. Élie va se lever, partir, marcher vers cette promesse d'une nourriture qui surpasse toutes celles que la terre peut lui prodiguer. Champaigne est au sommet de son art. Une remarquable sobriété de moyens, d'expressions, de composition et de coloris, une véritable poésie du dépouillement font résonner, dans le silence, la vérité proclamée.